# Sendefrequenz
Die Sendefrequenz ist ein physikalisch-technisches Merkmal für die drahtlose Nachrichtenübertragung, wie sie mittels Funktechnik etwa für Rundfunk, Sprechfunk, Mobil-Telefon, WLAN und auch über Satellit benutzt wird.

## Technischer Hintergrund
Zum Senden auf einer Sendefrequenz arbeitet im Sender ein Oszillator, beispielsweise ein Schwingkreis, der eine elektrische Schwingung erzeugt, die, über eine Antenne abgestrahlt, sich als elektromagnetische Wellen durch die Luft oder den leeren Raum kugelförmig mit Lichtgeschwindigkeit ausbreiten und, je nach Frequenz, auch Mauern durchdringen und sich der Erdkrümmung anpassen und somit eine große Reichweite haben kann.
Jeder Empfänger wird entsprechend auf die gewünschte Frequenz abgestimmt; zum Beispiel kann er einen Schwingkreis enthalten, der durch die gesendete Welle zum Mitschwingen angeregt wird. Das Signal dieser Schwingung wird dann verstärkt und aufbereitet, so dass das ursprüngliche Nutzsignal wiederhergestellt und z. B. als Sprache oder Musik hörbar wird.

## Sendefrequenz als Ressource
Durch die unterschiedlichen Schwingungszahlen pro Sekunde können getrennte Signalflüsse verwirklicht werden, die einander nicht stören. Da jedoch durch die (prinzipiell kugelförmige) Ausbreitung ein (je nach Frequenz, Antennenform und Sendeleistung unterschiedlich geformtes und ausgedehntes) ganzes Raumvolumen von der Schwingung erfüllt ist, können auf derselben Frequenz nicht verschiedene Signalflüsse eingerichtet werden, ohne dass sie einander stören würden. Da jede modulierte Sendefrequenz auch Signale auf Frequenzen benachbart zu ihr ergibt (wenn physikalisch wirklich nur eine einzige Frequenz gesendet wird, entsteht ein endlos einförmiges Sinussignal, das nicht zur Nachrichtenübertragung taugt), sie also eine Bandbreite belegt, können Frequenzen nicht beliebig eng aneinander gelegt werden, wenn sie sich nicht stören sollen.
Daher lassen sich die nutzbaren Frequenzen nicht beliebig vermehren und sind demzufolge begehrt und umstritten. Faustregel ist, dass eine Nutzfrequenz die Bandbreite von 20 kHz entsprechend dem Frequenzumfang unserer Sprache hat; allerdings sind je nach Übertragungsinhalt bzw. Betriebsart die benötigten Bandbreiten sehr unterschiedlich. Jedenfalls lassen sich z. B. zwischen 1 und 1,1 GHz 1000-mal so viele Nutzsignale unterbringen wie zwischen 1 und 1,1 MHz. Technikgeschichtlich lässt sich deswegen eine Tendenz zu immer höheren Sendefrequenzen – selbst um den Preis geringerer Reichweiten – beobachten.

## Verwaltung
Sendefrequenzen werden durch staatliche Bestimmungen und internationale Vereinbarungen verwaltet. Die Ergebnisse liegen vielfach als Frequenzplan öffentlich vor. In Deutschland verwaltete  bis etwa 1990 die Deutsche Bundespost, inzwischen hauptsächlich die Bundesnetzagentur die Frequenzzuteilungen und legte die Kriterien für Prüfung und Überwachung (z. B. für den Amateurfunk) von Sendegeräten samt Sendeantennen und von Funkern fest.
Je nach Art der Aussendung können weitere rechtliche Voraussetzungen hinzukommen, beispielsweise bei Rundfunk in deutschen Bundesländern die Zulassung des Veranstalters und die Zuweisung von Übertragungskapazität durch eine Landesmedienanstalt.